# (1457) Ankara
(1457) Ankara – planetoida z pasa głównego asteroid okrążająca Słońce w ciągu 4 lat i 156 dni w średniej odległości 2,7 au. Została odkryta 3 sierpnia 1937 roku w Landessternwarte Heidelberg-Königstuhl w Heidelbergu przez Karla Reinmutha. Nazwa planetoidy pochodzi od Ankary, dzisiejszej stolicy Turcji. Przed nadaniem nazwy planetoida nosiła oznaczenie tymczasowe (1457) 1937 PA.